# Вуглик (Красноармійськ)
Вуглик (рос. Уголёк) — радянський футбольний клуб з Красноармійська (нині Покровськ). Заснований в 1925 році.

## Назви
- 1936—1945 — «Стахановець»;
- 1946—1967 — «Шахтар»;
- 1968—1991 — «Вуглик».

## Досягнення
- У другій лізі СРСР — 7 місце (у зональному турнірі УРСР класу «Б» 1968 рік).
- У Кубку СРСР — 1/8 фіналу (в зональному турнірі Кубка СРСР 1938 рік).